# Mencía López de Haro
Mencía López de Haro (Biscaia, ca. 1215 - Palència, 1270), dama lleonesa-biscaïna i reina consort de Portugal (1239-1247).

## Orígens familiars
Filla del senyor de Biscaia Llop Díaz de Haro II i Urraca Alfons, filla il·legítima del rei Alfons IX de Lleó.

## Núpcies i descendents
En primeres núpcies, es casà abans de 1233 amb el magnat castellà Álvaro Pérez de Castro, mort el 1239, del qual no tingué fills.
Després es casà amb el rei Sanç II de Portugal, del qual tampoc no va tenir descendència.

## Guerra Civil
El 1245 el Papa declarà nul el seu matrimoni així com el seu regnat, i és que la noblesa es mostrà descontenta amb l'actitud del rei i l'arquebisbe de Porto escriví al Summe Pontífex descrivint-li l'actitud del rei. El rei el 1247 fugí a l'exili cap a Toledo.
A la mort del rei Sanç II el 1248 s'inicià una guerra civil per la seva successió. Fou considerada una reina maleïda i fou acusada d'haver dominat el rei i d'haver provocat tots els seus problemes.
Es creu que Mencía partí a l'exili també amb el rei i que a la seva mort es desplaçà fins a la ciutat de Palència, on morí el 1270.
Va ser enterrada a la capella de la Santa Creu de Santa Maria de Nájera, on havia fundat quatre capellanies.